# Centro Loyola (Buenos Aires)
Llamado también Colegio Máximo, es un centro Universitario de San Miguel, Gran Buenos Aires, Argentina, en el existen actividades tanto educativas como Religiosas, perteneciendo este colegio a la Compañía de Jesús, Cuenta con un centro de capacitación y gestión empresaria, cuenta con subsedes de la Universidad Católica de Córdoba y La Universidad Católica Argentina, además cuenta con las Facultades de Filosofía y Teología de San Miguel y Sedes de la Universidad del Salvador. En el centro además se dictan varios cursos.

## Datos
Tiene Un Campus de 10.000m² sobre la Av. Ricardo Balbín 3226, en Santa María, en él, estudian unos 1.500 alumnos, además sus instalaciones cuentan con hospedaje, salones de convenciones, en los cuales se realizan varias convenciones internacionales.

## Historia
El colegio data de 1931, cuando la Santa Sede ordenó la construcción del por ese entonces y largos años más tarde único Colegio Máximo de Estudios de Sudamérica, en un área de 36 ha actualmente, paulatinamente el edificio paso de contar con solo 2 alas, cuando fue inaugurado, a 4 cuatro como tiene actualmente. el comienzo del proyecto en cuanto a tramitaciones data de 1926, pero no fue hasta 1929 que se hizo efectiva la aprobación de la Santa Sede.
Las clases comenzaron el 8 de marzo de 1931 siendo el Padre Tomás Travi su primer rector
En 1967 y 1968 después de que la instrucción de Filosofía, Letras y Teología fueran carreras de título de valor eclesiástico, el centro se adhiere a la Universidad del Salvador y los títulos entregados también pasarían a tener valor civil.
En 2001 el Centro adquirió una mayor importancia en materia social, ante la situación que el país y la ciudad pasaban, además comenzaron a adherirse las sedes de otras universidades y dictado de más cursos, talleres y carreras cortas.